# マニトゥーリン島
マニトゥーリン島（マニトゥーリンとう、英: Manitoulin Island）は、北アメリカのヒューロン湖の中にある島。カナダのオンタリオ州のマニトゥーリン地区に属する。面積は2,766km2で、淡水湖の中にある島としては世界最大の面積をもつ。世界で174番目に大きい島で、カナダでは31番目に大きい島である。
「マニトゥーリン」は、先住民族オジブワ族の言語オジブウェー語で「魂の島」を意味する。
島の北はノース海峡、東はジョージア湾と接している。西にはミシサギ海峡 (Mississagi Strait) を隔ててコックバーン島がある。ノース海峡にはリトルカレントに橋が架かっている。春の終わりから10月初めまでは、ブルース半島先端のトバーモリーとマニトゥーリン島南のサウスベイマスとの間にフェリーが運航されている。
島内には18の町がある。
この島にはマニトゥー湖、カガウォング湖、ミンデモヤ湖など淡水湖が108箇所あり、また、カガウォング川、マニトゥー川、ミンデモヤ川があり、タイセイヨウサケやマスが産卵を行う。
島にある湖のうち、面積約104km2のマニトゥー湖は「淡水湖の中の島にある湖」として世界最大のものである。また、面積約38.69km2のミンデモヤ湖にあるトレジャー島は、湖にある島のなかの湖にある島として世界最大のものである。